# Разноцветно тесноклюно папагалче
Разноцветните тесноклюни папагалчета (Brotogeris versicolurus) са вид дребни птици от семейство Папагалови (Psittacidae).
Разпространени са в екваториалните гори на Амазония. Достигат дължина около 22 сантиметра и са предимно зелени на цвят, с бели крила. Хранят се главно с плодове и семена.